# ذي السفال (إب)

تعديل مصدري - تعديل

ذي السفال هي مدينة يمنية في محافظة إب، وهي مركز مديرية ذي السفال، بلغ تعداد سكانها 8096 نسمة حسب الإحصاء الذي أجري عام 2004.

## الأحياء والحارات
| الحارة | عدد المساكن | عدد الأسر | الذكور | الأناث | الإجمالي |
| ------ | ----------- | --------- | ------ | ------ | -------- |